# الناحية المركزية (مقاطعة أرزوئية)
الناحية المركزية لمقاطعة أرزوئية (بالفارسية: بخش مرکزی شهرستان ارزوئیه) هي ناحية في مقاطعة أرزوئية التابعة لمحافظة كرمان في إيران. في تعداد عام 2006، كان عدد سكانها 30,637 نسمة في 7,028 عائلة. فيها مدينة واحدة هي ارزوئيه، وثلاثة أقسام ريفية هي قسم أرزوئية الريفي وقسم دهسرد الريفي وقسم وکيل أباد الريفي.